# Юи
 Тази статия е за белгийския град.  За героя от романа Дюн вижте Уелингтън Юи.  
Юѝ (на френски: Huy, на валонски: Hu, на нидерландски: Hoei, Хуй) е град в Южна Белгия, провинция Лиеж. Разположен е на десния бряг на река Мьоза, на 25 km югозападно от град Лиеж. Първите сведения за града датират от 636 г. През периода 1941 – 1944 г. в Юи са живеели около 6000 души. В района на село Тианж, което е в състава на община Юи и е селище сателит на град Юи, се намира АЕЦ „Тианж“, една от двете атомни електроцентрали на Белгия. Има жп гара. На срещуположния бряг на Мьоза е град Уанз. Населението му е 20 071 души от преброяването на 1 януари 2006.

## Побратимени градове
- Арона, Италия
- Бери Сейнт Едмъндс, Англия
- Велингара, Сенегал
- Компиен, Франция
- Круя, Албания
- Монтагано, Италия
- Натитингу, Бенин
- Порт Буе, Кот д'Ивоар
- Сеосан, Южна Корея
- Тайджоу, Китай
- Тинен, Белгия
- Фианден, Люксембург